# Azenha da Rua dos Moinhos (Agualva)
A Azenha da Rua dos Moinhos (Agualva) é uma azenha localizada na freguesia portuguesa de Agualva, município da Praia da Vitória, ilha Terceira, Açores.
Remontando ao Século XIX, faz parte do Inventário do Património Histórico e Religioso para o Plano Director Municipal da Praia da Vitória, sendo além disso considerado um imóvel de interesse público conforme resolução nº 234/96 de 3 de Outubro do Governo Regional dos Açores.
Trata-se de uma azenha complementada por uma habitação num edifício de planta com forma rectangular, com dois pisos e forno de volume exterior de planta semicircular onde se destaca uma chaminé de mãos postas.
A construção da azenha foi feita em alvenaria de pedra rebocada, sendo as janelas de guilhotina do tradicional estilo açoriano. A cobertura da construção foi feita em duas águas, em telha de meia-cana, rematada por beiral simples.
A levada de água foi construída em cantaria à excepção de um pequeno troço no fim da mesma que foi edificado em betão armado e está apoiada numa muralha em forma de aqueduto construída em alvenaria de pedra aparelhada.
Este imóvel classificado conserva ainda os seus mecanismos de moer, bem como a roda de madeira da azenha constituindo no seu conjunto um dos raros exemplares que chagaram aos nossos dias deste tipo de azenhas.